# Uhelná Příbram
Uhelná Příbram (německy Kohl Pribrams) je městys v okrese Havlíčkův Brod v Kraji Vysočina. Žije zde 521 obyvatel. Západně od obce se nachází přírodní památka Pod Kazbalem.

## Historie
Příbram Uhlířská pod Hochšteinem vznikla nejspíše ve 13. století během kolonizační vlny na Českomoravské Vysočině jako uhlířská osada pro potřeby dolů, hutí a mincovny v Kutné Hoře. První písemná zmínka ní pochází z roku 1352. O poptávce po dřevěném uhlí a vytěžení zásob v okolí Kutné Hory svědčí i to, že se vyplácelo dovážet uhlí z místa vzdáleného vzdušnou čarou 30 km.
V padesátých letech 14. století byla Uhelná Příbram poddaným městečkem na panství Lichtenburků na Žlebech. V roce 1356 koupil žlebské panství císař Karel IV., panství však ponechal v užívání vdově po původním majiteli Hynkovi ze Žleb, Anežce. V 70. a 80. letech 14. století byl držitelem panství Markvart z Vartemberka, roku 1388 mu však byly statky králem Václavem IV. za účast na odboji odňaty. Královským zbožím však bylo žlebské panství jen krátce, již roku 1396 bylo panství žlebské připsáno královskému hejtmanovi vratislavskému Štěpánovi z Opočna. Roku 1406 panství koupil kutnohorský mincmistr Petr Zmrzlík ze Svojšína. Ke konci vlády Václava IV. přešlo žlebské panství opět do královských rukou, správa byla svěřena purkrabímu na hradě Lichnice. Po husitských bouřích se dostává žlebské panství roku 1434 do rukou Jiříka z Dubé.
Roku 1629 koupil panství Jan Trčka z Lípy, tomu byl však majetek zkonfiskován a žlebské panství a tím i Uhelnou Příbram získal hrabě Leonard Helfried z Meggau. V letech 1662-1723 patřilo panství českému místodržiteli svobodnému pánu z Kaiserštejna. Poté přešla Uhelná Příbram do rukou hraběte Bredy, po něm společně s blízkým Úhrovem svobodnému pánu Dubskému a od roku 1745 hraběti Bernesovi. Od roku 1752 až do roku 1887 náležela Uhelná Příbram, již jako součást úhrovského panství, rodu Dobřenských z Dobřenic. Roku 1887 prodal Václav Dobřenský panství, jehož větší část koupila Innsbrucká pojišťovna. V roce 1889 zakoupili panství vídeňští stavitelé Hanuš a Lang, ale již roku 1892 bylo opět prodáno, tentokráte v exekuční dražbě, uherským židům Jakubu Dentschovi a Ludvíku Haasovi. Ti panství v roce 1898 prodali poslednímu majiteli Albertu Dubovi, který pak panství rozprodal po jednotlivých dvorech a pozemcích.
Roku 1795 obdržela Uhelná Příbram majestát na trhy, nikdy jej však nevyužívala. Škola byla v Uhelné Příbrami založena kolem roku 1690, výuka však probíhala po jednotlivých staveních, kde zrovna byla volná větší místnost. Výstavba nové školy začala v roce 15. dubna 1878, otevřena byla 28. dubna 1879. Budova školy slouží dodnes svému účelu.
Od 10. října 2006 byl obci vrácen status městyse.
Dne 25. dubna 2018 bylo schváleno usnesením výboru pro vědu, vzdělání, kulturu, mládež a tělovýchovu udělení vlajky obce.

## Obyvatelstvo
| Rok            | 1869  | 1880  | 1890  | 1900  | 1910  | 1921  | 1930  | 1950 | 1961 | 1970 | 1980 | 1991 | 2001 | 2006 | 2014 | 2020 |
| -------------- | ----- | ----- | ----- | ----- | ----- | ----- | ----- | ---- | ---- | ---- | ---- | ---- | ---- | ---- | ---- | ---- |
| Počet obyvatel | 1 411 | 1 405 | 1 304 | 1 165 | 1 260 | 1 200 | 1 078 | 874  | 860  | 784  | 692  | 613  | 519  | 525  | 504  | 498  |

## Místní části
- Uhelná Příbram
- Jarošov
- Petrovice u Uhelné Příbramě
- Přísečno
- Pukšice

## Školství
- Základní škola a mateřská škola Uhelná Příbram

## Pamětihodnosti

### Kostel Archanděla Michaela
Kostel Archanděla Michaela tvoří dominantu obce. Obklopen hřbitovem stojí na vrcholku Strážného vrchu. Jedná se o původně gotický kostel pocházející z první poloviny 14. století, první písemná zmínka o něm pochází z roku 1352. Ve druhé polovině 18. století byl barokně upraven. Vedle kostela se nachází barokní fara z roku 1760.

## Fotogalerie

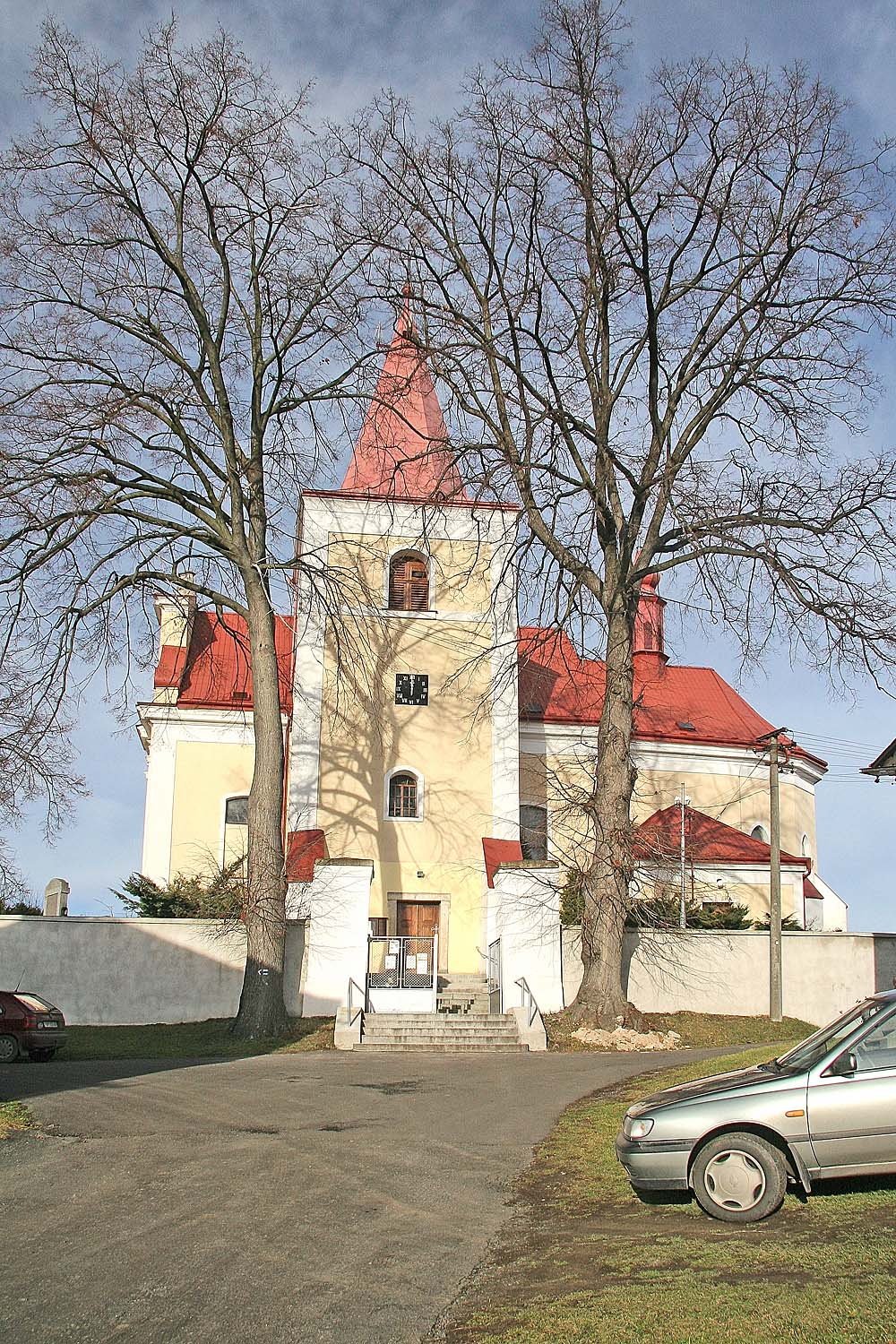
Kostel Archanděla Michaela v Uhelné Příbrami
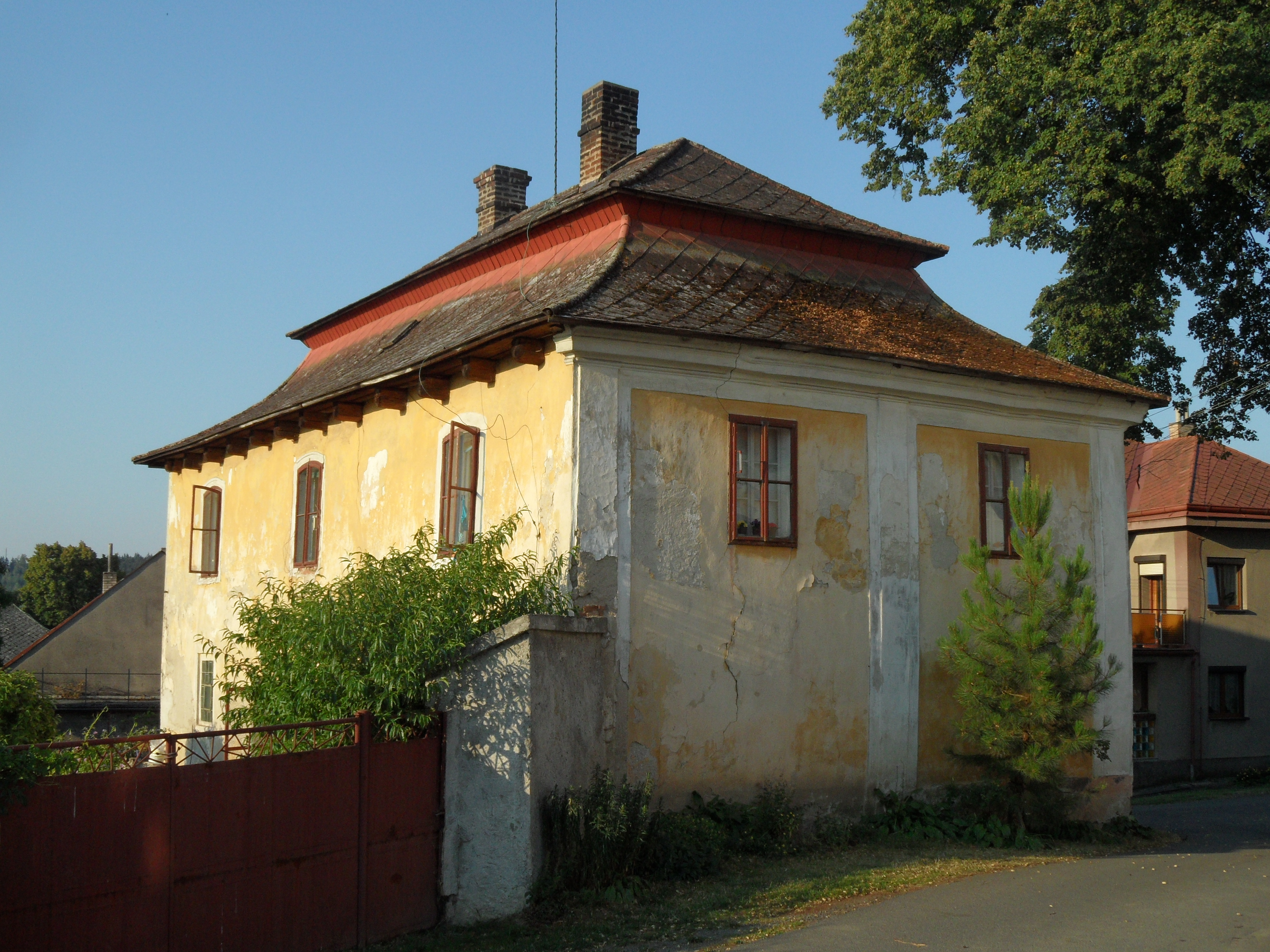
Barokní fara od severovýchodu
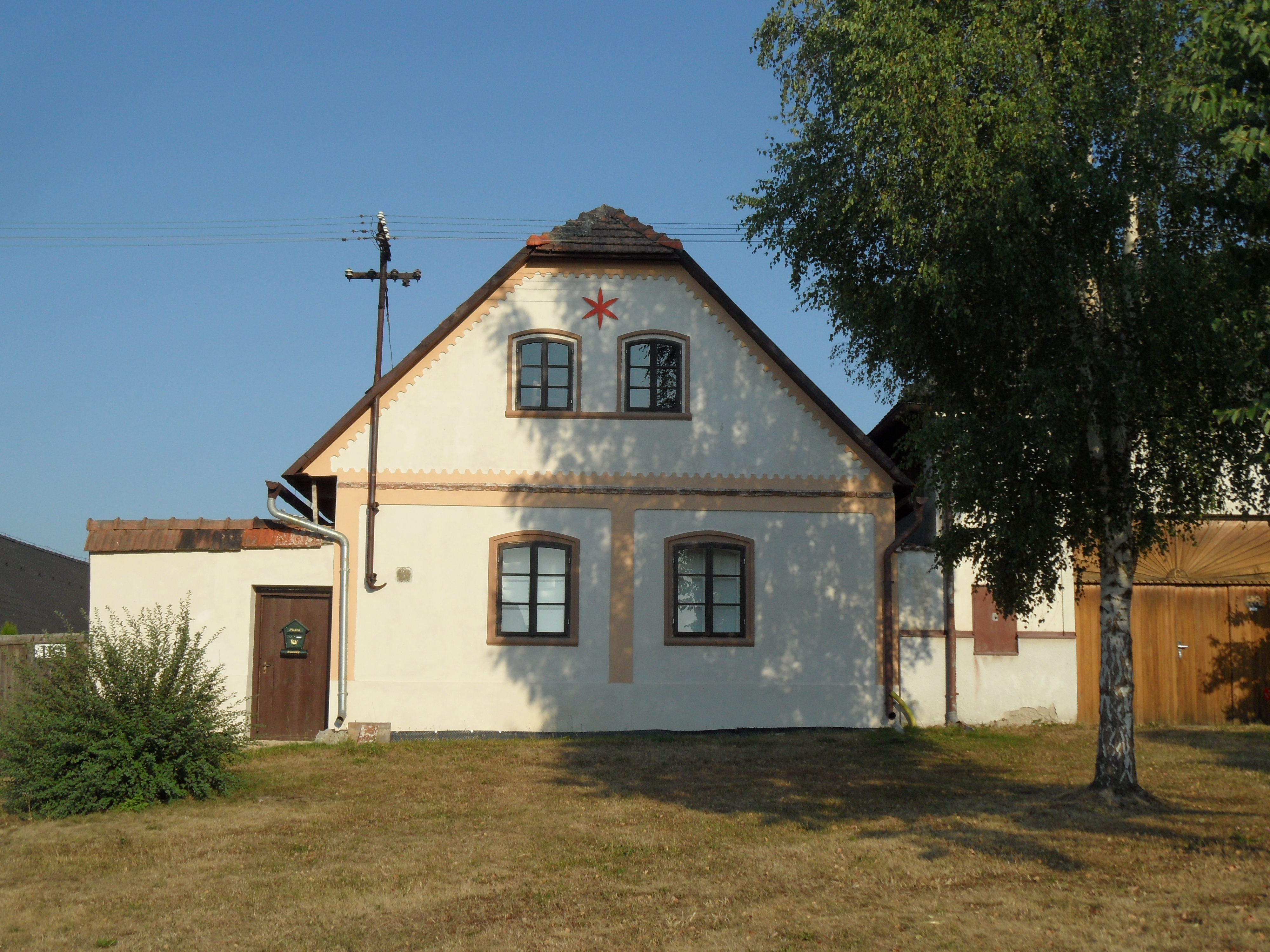
Památkově chráněný dům čp. 110